# Alfonso Rumazo González
Alfonso Rumazo González (Latacunga, 12 de marzo de 1903-Caracas, 27 de marzo de 2002) fue un escritor, historiador, ensayista y crítico literario ecuatoriano. Estuvo casado con la pianista  Inés Cobo Donoso, con quien tuvo a su hija, Lupe Rumazo, también escritora. Además su único hermano, José Rumazo, fue también escritor destacado, siendo el autor del poema épico Parusía.
Vivió desde el año de 1953 en Venezuela, país en el que se dedicó a la enseñanza como profesor en la Facultad de Humanidades de la Universidad Central y en la Universidad Santa María. Fue profesor honorario de la Universidad Simón Rodríguez de Caracas. Fue miembro de Número de la Academia Nacional de Historia del Ecuador, correspondiente de la Academia Nacional de la Historia de Venezuela; de Número de la Academia Ecuatoriana de la Lengua, correspondiente de la Española y correspondiente de la Academia Venezolana de la Lengua; fue miembro de la UNESCO - División de los Derechos del Hombre (Especialista).
Por otra parte, desarrolló una intensa actividad como articulista ―más de 6.000 artículos publicados en periódicos y revistas de América Latina y Europa― y cuenta con una copiosa bibliografía de más de 30 libros publicados en campos diversos (poesía, narrativa, crítica literaria, ensayo histórico). Fue candidato al Premio Nobel de Literatura y obtuvo el Premio Eugenio Espejo, al igual que su hermano José, en mención Ciencias, otorgado por el Gobierno ecuatoriano en 1997.

## Biografía

### Primeros años

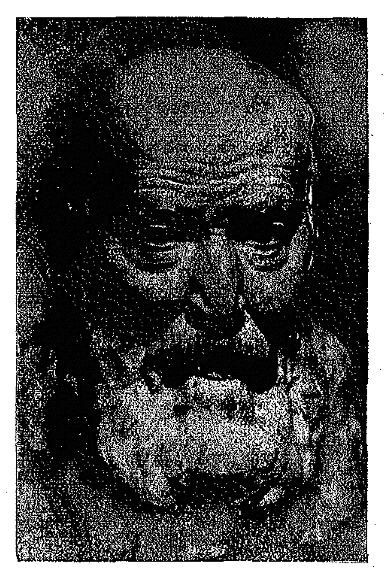
Escultura de José Rumazo González padre, por Luis Mideros.

Nació el 12 de marzo de 1903 en Latacunga. Su padre fue José Rumazo González, un político liberal que vivió soltero en la ciudad de Ambato. Acompañó al escritor Juan Montalvo cuando fue desterrado a Ipiales. Le gustaban las ciencias y estudió química en la ciudad de Quito y Guayaquil. A partir de ello crearía la farmacia "Popular" junto a su Carmen Moya Puyol. Tendrían dos hijos José y Alfonso, ambos serían después escritores destacados. Alfonso es el hermano mayor y sufrieron la muerte de su madre Carmen, poco tiempo después de dar a luz a José. Estudió en el Colegio de los Hermanos Cristianos de Latacunga y para el año de 1910 se mudó a Quito con su padre y su hermano, donde empezaría su carrera literaria. Las dificultades familiares continuarían por la enfermedad de su padre que le incapacitarían para trabajar. Conoció al arzobispo González Suárez y fue al Seminario San Luis de Quito, al igual que José Rumazo, pero decidiría no optar por el sacerdocio. Cuando tenía diecinueve años decidió empezar a viajar. Fue a Guayaquil, después a Bogotá, y Lima, donde conocería a José de la Riva Aguero y Osma. Después partió hacia Panamá desde donde quería partir hacia Francia pero le faltó dinero. Se quedó un momento en Centroamérica, por lo que visitaría San José y después La Habana. Mientras viajaba, también leía y empezó poco a poco a escribir. Después de cuatro años de viaje regresaría en 1926 a Quito.

### Inicio de su carrera

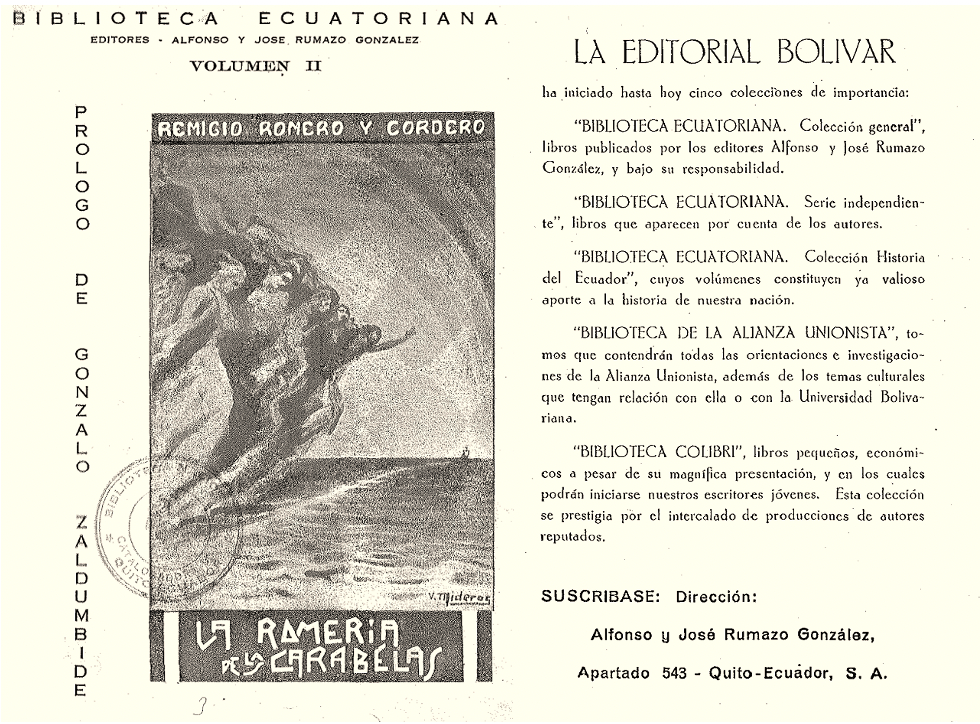
La Editorial Bolívar, a partir de la cual Alfonso y José Rumazo publicarían sus primeros libros, colaborando con Gonzalo Zaldumbide.

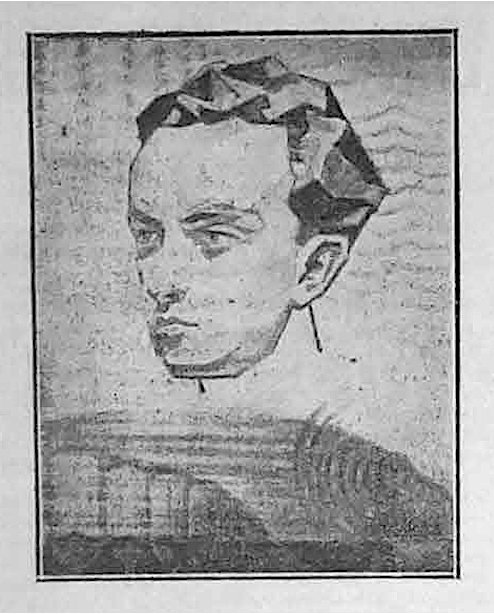
Su hermano José Rumazo, retratado en el diario que fundaron "El Pueblo", Ecuador en 1930.

Empezó a trabajar para el diario "El Día" haciendo crítica literaria, lo que después publicaría bajo el título de "Siluetas líricas de poetas ecuatorianos". Conocería además al escritor Gonzalo Zaldumbide con quien colaboraría en el ámbito literario. Empezó a escribir poesía también, llegando a publicar su libro titulado "Vibración Azul" que saldría a la luz 1929. En paralelo José Rumazo también publicaría sus primeros poemarios "Proa" y posteriormente "Raudal". De esta manera los hermanos Rumazo se empezaron a abrir campo en el mundo literario de su país. En 1930, la Academia Nacional de la Historia organizó un concurso y tanto Alfonso como José decidieron participar para lo cual fueron asignados distintos temas. José investigaría el periodo prehispánico y Alfonso en cambio la historia republicana, para lo cual publicaría "Gobernantes del Ecuador". Además fundaron la "Editorial Bolívar", que buscaba promocionar escritores que no habían sido editados anteriormente y también que eran poco conocidos. Dentro de los escritores que publicaron se encuentran Carlos Dousdebés, Remigio Romero y Cordero, Belisario Quevedo, Alfredo Baquerizo Moreno y Medardo Ángel Silva. Fue además uno de los miembros fundadores del llamado grupo "América" que empezaría a publicar varios números dando a conocer a jóvenes e importantes escritores. Ahí también su hermano José Rumazo publicaría algunos poemas. También, con su hermano empezarían el grupo político "NARE" que significa Nueva Acción Republicana Ecuatoriana. Estaba conformado por José Rumazo, Velasco Ibarra, Ernesto Dousdebés y Carlos Dousdebés. Más adelante fundaría el llamado periódico "El Pueblo", que no tendría muchas ediciones y después de un año cerraría. Apoyaría inicialmente al en ese entonces candidato presidencial Velasco Ibarra y en paralelo continuó con su carrera literaria publicando la novela "Los Ideales". Escribió además un libro titulado "Esmeraldas" donde narraba sus viajes y "Aquelarre" para participar en la Bienal de Novela. Se casaría con la pianista Inés Cobo Donoso, quien había estudiado en París y juntos tuvieron a Lupe Rumazo, quien sería también destacada escritora. 

### Vida en Venezuela
Por sus diferencias con Federico Páez tuvo que ir al exilio en Colombia, donde se establecería en Cali por un momento para después partir a Bogotá en 1938 donde se dedicaría al periodismo. Participó en el concurso de biografías de la Editorial Ercilla de Santiago de Chile para lo cual escribió la historia de Enrique Olalla Herrera en un mes, logrando hacerse un nombre importante. De esta manera empezaría su carrera como biógrafo. Por esta razón empezaría a estudiar la vida de Manuela Sáenz que la publicaría en 1944. También se dedicaría a estudiar la vida de Simón Bolívar y su biografía lo terminaría años más tarde cuando se mudaría a Venezuela. A través de estas publicaciones alcazaría mayor reconocimiento. Un año después de publicar su libro sobre Manuela en 1945 sería enviado a Uruguay por Velasco Ibarra quien había asumido la presidencia. Ahí empezaría a estudiar Fructuoso Rivera, presidente uruguayo. Sería invitado a Caracas por Vicente Lecuna, historiador de Bolívar quien le conocería a partir de su biografía y le insistiría que se quedara a trabajar ahí. Alfonso Rumazo lo recuerda en sus palabras de la siguiente manera:

Con esa obra, y veinte más ya publicadas, llegué a Caracas en 1953, hace cuarenta anos; yo había vivido ya medio siglo. Vine invitado por el eximio historiador Vicente Lecuna, no superado todavía, preclaro en su ir y acción y cuya fragua continuara su hija Valentina, valiente e hidalga y ahora en nobleza y búsqueda su nieta Carmen Galindo Lecuna. Vine así para la docencia en la Universidad Central, Faculta de Humanidades; me encomendaron las cátedias de Historia de la Cultura, Composición castellana, Historia republicana de América y Arte Contemporáneo.
Alfonso Rumazo - Revista Letras N° 178

Dedicaría sus esfuerzos a estudiar a otros importantes caudillos por lo que publicaría "O'Leary, Edecán del Libertador" y algunos ensayos sobre Francisco de Miranda y de Schweitzer. Después publicaría en 1963 su importante libro "Sucre Gran Mariscal de Ayacucho". Consagrado como escritor en 1970 trabajaría en la Universidad de Santa María para doctorarse en historia, que completó durante cinco años y en 1975 sería profesor honorario de la Universidad Simón Rodríguez de Caracas. A este importante pedagogo le dedicaría su libro "El Pensamiento educador de Simón Rodríguez". Durante esta época desarrollaría su carrera como articulista prolífico en varios diarios como "Últimas Noticias", "El Nacional" y "El Universal".

### Últimos años
En el año de 1982, vería la luz su biografía del "General San Martín", así como su libro "Cinco ensayos sobre libertadores" en 1983. Dos años más tarde, asimismo escribiría la biografía "Miranda, protolíder de la independencia americana". En la siguiente década empezaría publicando en 1990 "Ensayos pluriorganizados" y en 1993 la biografía de "José Martí, libertador". Aunque había quedado atrás su carrera literaria, no la abandonaría del todo, publicando la novela "Justicia, la mala palabra". Esto le permitiría el honor se ser condecorado con el Cordón de la Orden del Libertador. En 1995 presentó sus ocho biografías en un acto celebrado en el Palacio Presidencial de Miraflores. A partir del siglo XXI, su salud empeoraría paulatinamente y fallecería en Caracas el 27 de junio de 2002 cuando tenía noventa y nueve años. Dedicó toda su vida a estudiar la historia de la independencia de manera global desde las primeras revueltas a inicios del siglo XIX hasta las guerras de independencia de Cuba, Puerto Rico y Filipinas, que a su juicio corresponde a uno de los hechos históricos más determinantes de la región:

La guerra de independencia constituye el suceso de mayor significación, de real conquista de identidad, de asunción de síntesis frente a los polos de la conquista y colonia. en toda la historia de América. Comenzó La nuestra con la hazaña de Miranda frente a Coro, en 1806, y luego con las Juntas de Chuquisaca, La Paz y Quito, tres años más tarde; terminó, por acción del líder cubano, libertador de la pluralidad insigne, de palabra y acción, de exilio indoblegable y de presencia José Maní, que no llegó al final, pereció en el combate de Dos Ríos, en el Tratado de París de 1898, en que España reconoció la liberación de Cuba, Puerto Rico y Filipinas.
Alfonso Rumazo - Revista Letras N° 178

## Legado
Alfonso Rumazo fue uno de los escritores ecuatorianos con mayor proyección internacional. Ha sido incluido en el Diccionario Enciclopédico Abreviado de Espasa - Calpe, en la Enciclopedia Uthea, en el Diccionario de Escritores españoles e hispanoamericanos de Federico Sáenz de Robles, en Veinte mil biografías breves, en el Dictionary of international biography de Londres, entre otras antologías. En 2011, su hija Lupe publicó en la Casa de la Cultura Ecuatoriana una colección de ensayos de 526 páginas sobre la obra de su famoso padre titulada "Los Marcapasos", que apareció en la Colección Bicentenario. Al final de su vida, la Casa de la Cultura reprodujo uno de sus últimos escritos donde resume su vida tanto en Venezuela como Ecuador:

¿Qué he recibido del Ecuador? Todo ese raigal asentamiento o sustrato, como de capa geológica, que se llama lo propio y que significa una historia, unos valores, un solar irrepetible. Un país que en mí ha tenido quizá uno de los mayores exaltadores y defensores; una nación a la que le he dedicado once o doce libros de temática ecuatoriana y en la prensa la palabra sobre todo tema, sobre su fidedigno, real e histórico derecho territorial amazónico, sobre sus cúspides que no son sólo de paisaje como a veces quiere verse. sobre un crecimiento de densidad ascendente, sobre su historia de lealtades sumas, bolivarianas. Venezuela, la única, la deslumbrante, la libérrima, la hacedora de la libertad americana y la generadora de altísimos valores de ala universal me ha dado cobijo y luz; he correspondido a su benévola acogida con trabajo intenso.
Alfonso Rumazo - Letras N° 178

## Condecoraciones
- Orden del Libertador, Gran Cordón, Venezuela.
- Orden Francisco de Miranda, Venezuela (primera clase).
- Orden Andrés Bello, Venezuela (primera clase).
- Orden Antonio José de Sucre, Venezuela (primera clase).
- Orden José de San Martín, Argentina.
- Orden Nacional Al Mérito, Ecuador.
- Orden Vicente Emilio Sojo, Venezuela (primera clase).
- Orden Cecilio Acosta, Venezuela (primera clase).
- Orden 27 de noviembre de 1820, Venezuela (primera clase).

## Obra

### Historia
- Manuela Sáenz, la Libertadora del Libertador (veinticinco ediciones)
- Bolívar (veintidós ediciones)
- Gobernantes del Ecuador (Premio de la Academia Ecuatoriana de la Historia)
- Enrique Olaya Herrera (dos ediciones)
- O'Leary, edecán del Libertador (siete ediciones)
- El Congreso de 1933
- Francisco de Miranda - biografía breve
- Albert Schweitzer
- Sucre, Gran Mariscal de Ayacucho (diecinueve ediciones)
- Simón Rodríguez, Maestro de América (Premio Municipal de Caracas, 1976 - siete ediciones)
- El General San Martín, su vida y su acción continental, en relación con la historia de Bolívar (Premio de la Academia Nacional de la Historia, Caracas, 1980 - dos ediciones)
- Miranda, Protolíder de la Independencia Americana (ocho ediciones)
- José Martí (dos ediciones)
- 8 Grandes Biografías - Edición de la Presidencia de la República de Venezuela, Caracas, 1993 y Edición de la Gobernación del Estado Sucre, Cumaná, 2001
- Simón Rodríguez
- Andrés Bello

### Narrativa
- Los Ideales
- Esmeraldas
- Justicia, la mala palabra (Finalista del Premio Internacional de Novela Rómulo Gallegos)

### Ensayo
- Siluetas Líricas de poetas ecuatorianos
- Nuevas siluetas
- Literatura Ecuatoriana en el siglo XX
- Fijaciones (Inédito)

### Poesía
- Vibración azul